# Potomac Eagle Scenic Railroad
| Lok Nr. 722 auf einer Trestlebridge |                      |                                                   |                                                   |
| Die Strecke der Potomac Eagle Scenic Railroad |                      |                                                   |                                                   |
| Streckenlänge: | 83,5 km              |                                                   |                                                   |
| Spurweite: | 1435 mm (Normalspur) |                                                   |                                                   |
| |                      |                                                   |                                                   |
| \| \| \| Verbindung zur Cumberland Subdivision der CSX \| \| \| \| \| links nach Cumberland, rechts nach Martinsburg \| \| \| \| 0,0 \| Green Spring \| 196 m ü. M. \| \| \| 1,9 \| Millen Ausweichstelle (1800 m) \| Millen Ausweichstelle (1800 m) \| \| \| 5,1 \| Donaldson \| Donaldson \| \| \| \| Cumberland Road (115 m) \| \| \| \| \| Springfiel Depot Road (27 m) \| \| \| \| 11,9 \| Springfiled \| Springfiled \| \| \| 14,8 \| Grace Ausweichstelle \| Grace Ausweichstelle \| \| \| \| South Branch Potomac River (346 m) \| \| \| \| \| Washington Bottom Road \| \| \| \| 17,3 \| Ridgedale \| Ridgedale \| \| \| \| \| \| \| \| 19,9 \| Rocks \| Rocks \| \| \| 24,3 \| Wapocomo Startpunkt der PECR \| 211 m ü. M. \| \| \| 25,9 \| Romney Junction \| Romney Junction \| \| \| \| South Branch Potomac River (300 m) \| \| \| \| 28,3 \| West Romney, Vanderlip Depot \| West Romney, Vanderlip Depot \| \| \| \| Mill Creek (70 m) \| \| \| \| 33,3 \| Hampshire Club, Nathaniel & Isaac Kykendall House \| Hampshire Club, Nathaniel & Isaac Kykendall House \| \| \| 42,1 \| Glebe \| Glebe \| \| \| 44,2 \| Camp Wickham \| Camp Wickham \| \| \| \| Sycamore Bridge (193 m) \| \| \| \| \| Stony Run \| \| \| \| 53,5 \| Mc Neill \| Mc Neill \| \| \| 58,9 \| Cunningham \| Cunningham \| \| \| \| US 48 Corridor H \| \| \| \| \| WV 55 \| \| \| \| 62,9 \| Moorefield Ausweichstelle \| 251 m ü. M. \| \| \| \| \| \| \| \| \| South Branch Potomac River (145 m) \| \| \| \| \| Pilgrims Feed Mill \| \| \| \| \| Ausweichstelle (944 m) \| \| \| \| \| Durgon Creek (42 m) \| \| \| \| 75,3 \| Durgon Ausweichstelle \| 269 m ü. M. \| \| \| \| Mill Creek \| \| \| \| \| \| \| \| \| 82,4 \| Petersburg \| 284 m ü. M. \| \| \| \| Gleisdreieck \| \| \| \| \| \| \| \| \| 83,5 \| Depot \| Depot \| \| \| \| \| \| \| \| \| \| \| \| Quellen: [1] [2] \| \| \| \| |                      |                                                   |                                                   |
| |                      | Verbindung zur Cumberland Subdivision der CSX     |                                                   |
| |                      | links nach Cumberland, rechts nach Martinsburg    |                                                   |
| Abzweig quer, von links und von rechts | 0,0                  | Green Spring                                      | 196 m ü. M.                                       |
| Dienststation / Betriebs- oder Güterbahnhof | 1,9                  | Millen Ausweichstelle (1800 m)                    | Millen Ausweichstelle (1800 m)                    |
| ehemaliger Haltepunkt / Haltestelle | 5,1                  | Donaldson                                         | Donaldson                                         |
| Brücke |                      | Cumberland Road (115 m)                           | Cumberland Road (115 m)                           |
| Brücke |                      | Springfiel Depot Road (27 m)                      | Springfiel Depot Road (27 m)                      |
| ehemaliger Haltepunkt / Haltestelle | 11,9                 | Springfiled                                       | Springfiled                                       |
| Dienststation / Betriebs- oder Güterbahnhof | 14,8                 | Grace Ausweichstelle                              | Grace Ausweichstelle                              |
| Brücke über Wasserlauf |                      | South Branch Potomac River (346 m)                | South Branch Potomac River (346 m)                |
| Brücke |                      | Washington Bottom Road                            | Washington Bottom Road                            |
| ehemaliger Haltepunkt / Haltestelle | 17,3                 | Ridgedale                                         | Ridgedale                                         |
| Brücke über Wasserlauf |                      |                                                   |                                                   |
| ehemaliger Haltepunkt / Haltestelle | 19,9                 | Rocks                                             | Rocks                                             |
| Haltepunkt / Haltestelle | 24,3                 | Wapocomo Startpunkt der PECR                      | 211 m ü. M.                                       |
| Abzweig geradeaus und von links | 25,9                 | Romney Junction                                   | Romney Junction                                   |
| Brücke über Wasserlauf |                      | South Branch Potomac River (300 m)                | South Branch Potomac River (300 m)                |
| Haltepunkt / Haltestelle | 28,3                 | West Romney, Vanderlip Depot                      | West Romney, Vanderlip Depot                      |
| Brücke über Wasserlauf |                      | Mill Creek (70 m)                                 | Mill Creek (70 m)                                 |
| ehemaliger Haltepunkt / Haltestelle | 33,3                 | Hampshire Club, Nathaniel & Isaac Kykendall House | Hampshire Club, Nathaniel & Isaac Kykendall House |
| ehemaliger Haltepunkt / Haltestelle | 42,1                 | Glebe                                             | Glebe                                             |
| ehemaliger Haltepunkt / Haltestelle | 44,2                 | Camp Wickham                                      | Camp Wickham                                      |
| Brücke über Wasserlauf |                      | Sycamore Bridge (193 m)                           | Sycamore Bridge (193 m)                           |
| Brücke über Wasserlauf |                      | Stony Run                                         | Stony Run                                         |
| ehemaliger Haltepunkt / Haltestelle | 53,5                 | Mc Neill                                          | Mc Neill                                          |
| ehemaliger Haltepunkt / Haltestelle | 58,9                 | Cunningham                                        | Cunningham                                        |
| Strecke mit Straßenbrücke |                      | US 48 Corridor H                                  | US 48 Corridor H                                  |
| Strecke mit Straßenbrücke |                      | WV 55                                             | WV 55                                             |
| Dienststation / Betriebs- oder Güterbahnhof | 62,9                 | Moorefield Ausweichstelle                         | 251 m ü. M.                                       |
| Abzweig geradeaus und nach links |                      |                                                   |                                                   |
| Brücke über Wasserlauf |                      | South Branch Potomac River (145 m)                | South Branch Potomac River (145 m)                |
| Abzweig geradeaus und von links |                      | Pilgrims Feed Mill                                | Pilgrims Feed Mill                                |
| Dienststation / Betriebs- oder Güterbahnhof |                      | Ausweichstelle (944 m)                            | Ausweichstelle (944 m)                            |
| Brücke über Wasserlauf |                      | Durgon Creek (42 m)                               | Durgon Creek (42 m)                               |
| Dienststation / Betriebs- oder Güterbahnhof | 75,3                 | Durgon Ausweichstelle                             | 269 m ü. M.                                       |
| Brücke über Wasserlauf |                      | Mill Creek                                        | Mill Creek                                        |
| Abzweig geradeaus und ehemals nach rechts |                      |                                                   |                                                   |
| Haltepunkt / Haltestelle | 82,4                 | Petersburg                                        | 284 m ü. M.                                       |
| Abzweig geradeaus, nach rechts und von rechts |                      | Gleisdreieck                                      | Gleisdreieck                                      |
| Abzweig geradeaus und nach rechts |                      |                                                   |                                                   |
| Dienststation / Betriebs- oder Güterbahnhof | 83,5                 | Depot                                             | Depot                                             |
| |                      |                                                   |                                                   |
| |                      |                                                   |                                                   |
| Quellen: |                      |                                                   |                                                   |

Die Potomac Eagle Scenic Railroad ist eine Eisenbahngesellschaft mit Sitz in Romney im US-Bundesstaat West Virginia. Die Eisenbahn betreibt Ausflugszüge auf 84 Kilometern einer ehemaligen Baltimore-and-Ohio-Railroad-Linie, die zwischen Green Spring und Petersburg verläuft. Die West Virginia State Rail Authority (SRA) ist der Eigentümer der Strecke und der Güterverkehr wird von der South Branch Valley Railroad abgewickelt. Alle Ausflüge werden von Diesellokomotiven geführt. Ein Höhepunkt der Reise ist die Passage durch das schmale Tal des South Branch Potomac Rivers. Das Tal ist bekannt für seine Nistplätze von Weißkopfseeadlern.

## Geschichte

### Der Beginn
Seit 1880 waren mehrere Versuche gescheitert, eine Strecke von Green Spring nach Romney zu erbauen. Schließlich konnte sie aber von der South Branch Railroad am 1. September 1884 fertig gestellt werden. Erst nach der Jahrhundertwende wurde die Bahnlinie südlich von Romney weitergebaut. 1909 begann der Bau durch die New Hampshire Southern Railroad. Die Gesellschaft wurde von William B. Cornwell geleitet. 1910 konnten dann die ersten Züge im Güter- und Personenverkehr zwischen Romney und Moorefield geführt werden.
Die Bahnlinie wurde 1911 an die Moorefield and Virginia Railroad Company verkauft, wobei der Käufer eine Hypothek auf die Strecke in Höhe von 700.000 US-Dollar übernahm. Im November 1913 übertrug die Moorefield and Virginia Company die Bahnlinie dann an die Baltimore and Ohio Railroad. Der Personenverkehr auf der Strecke wurde um 1928 eingestellt.
Mitte der 1970er Jahre wurde die Strecke von der B&O aufgegeben. Sie wurde am 11. Oktober 1978 vom Staat West Virginia übernommen, als die Regierung befürchtete die Wirtschaft in der Region könnte durch die Stilllegung Schaden nehmen. Danach begann die Sanierung der 84 Kilometer langen Strecke, und die South Branch Valley Railroad wurde gegründet.

### Die Unwetterschäden
Bei einem Unwetter 1985 kam es zu starken Überschwemmungen. Dadurch wurden vier Brücken, 21 Kilometer der Strecke schwer und 37 Kilometer leicht beschädigt. In einigen Abschnitten im Tal des South Branch Potomac River wurden die Gleise unterspült und hingen daraufhin in der Luft. Danach folgten Gespräche über die Einstellung der Bahnlinie. 1987 begann man dann doch mit dem Wiederaufbau. Im Jahr 1989 konnten die Instandsetzungsarbeiten abgeschlossen und die Strecke wieder eröffnet werden.

### Die Potomac Eagle Scenic Railroad
Die staatlichen Public Service Commission ließ eine Studie durchführen, deren Ergebnis es war, dass Ausflugszüge auf der landschaftlich reizvollen Strecke der South Branch Valley Railroad erfolgversprechend wären. Ausgehend von dieser Studie begannen Mitglieder der Romney Business and Professional Organization Ende 1989 damit, diese Idee Wirklichkeit werden zu lassen. Jerry Mezzatesta leitete die Organisation zu diesem Zeitpunkt. Sitz der RB&PO ist Charleston (West Virginia), der Hauptstadt des Bundesstaates.
Nachdem sich gleichzeitig ein paar Weißkopfseeadler wieder im Tal des South Branch Potomac River ansiedelten, wurde die Bahngesellschaft nach ihnen benannt. Im Herbst 1991 begann die Eagle Canyon Passenger Car Company mit dem Betrieb des Potomac Eagle, von einem Anschlussgleis in „Wappocomo Station“, nördlich von Romney. Es vergingen dann noch einige Jahre, bis die Potomac Eagle Scenic Railroad zu dem Unternehmen wurde, das es heute ist.

### Die Gegenwart
Heute veranstaltet die Potomac Eagle Scenic Railroad mehrere Ausflugszüge:
- 3-stündige Fahrten durch das Tal des South Branch Potomac Rivers bis südlich der Sycamore-Brücke.
- Sonnenuntergangsfahrten bis südlich der Sycamore-Brücke.
- 8-stündige Fahrten nach Petersburg.
- 1,5-stündige Fahrten nach Green Spring entlang des South Branch Potomac Rivers.
- Jeden Winter verkehrt der Nordpol Express.[4]

## Galerie

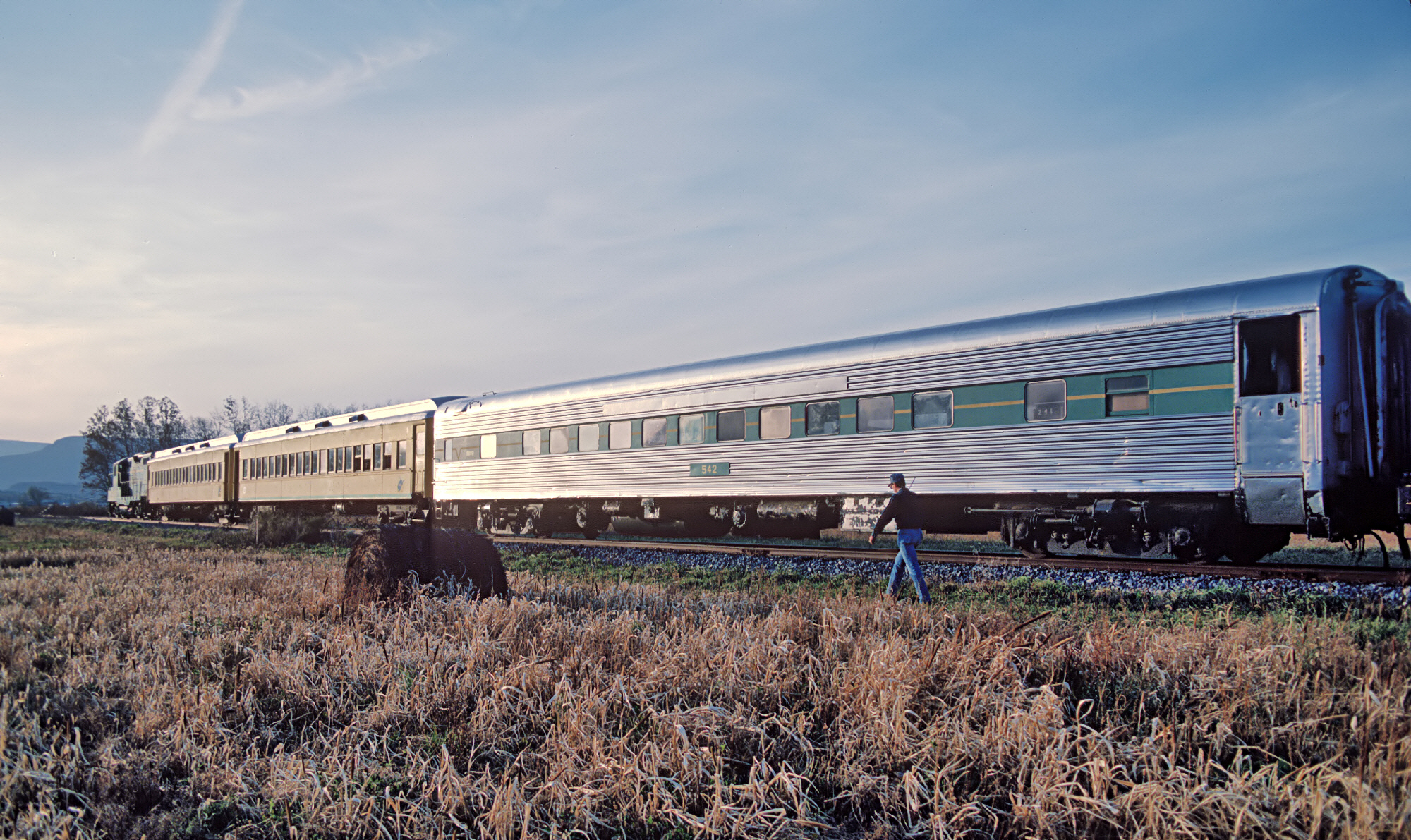
Ein Zug auf der Strecke, Oktober 1988
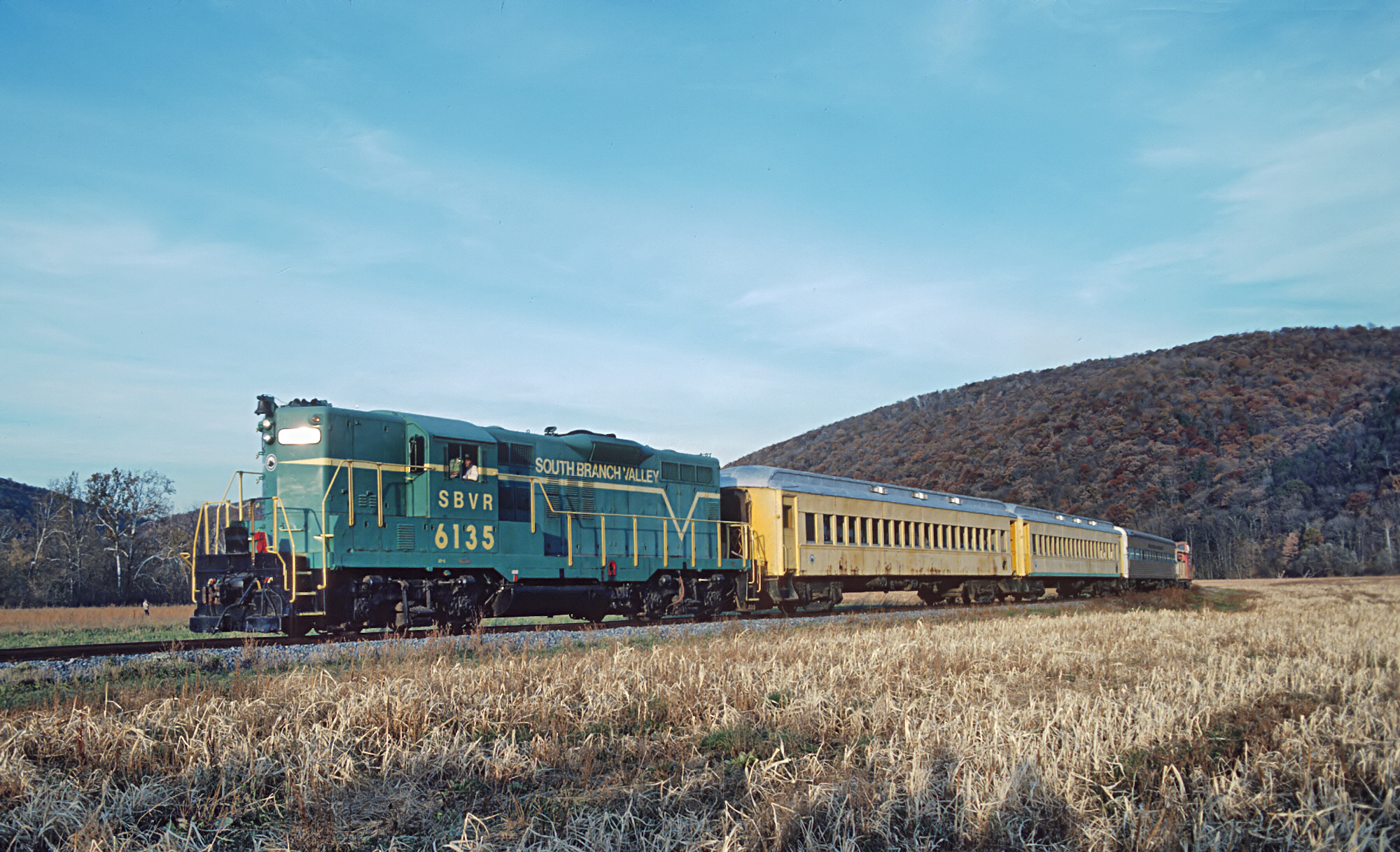
Lok Nr. 6135 bei Petersburg, Oktober 1988
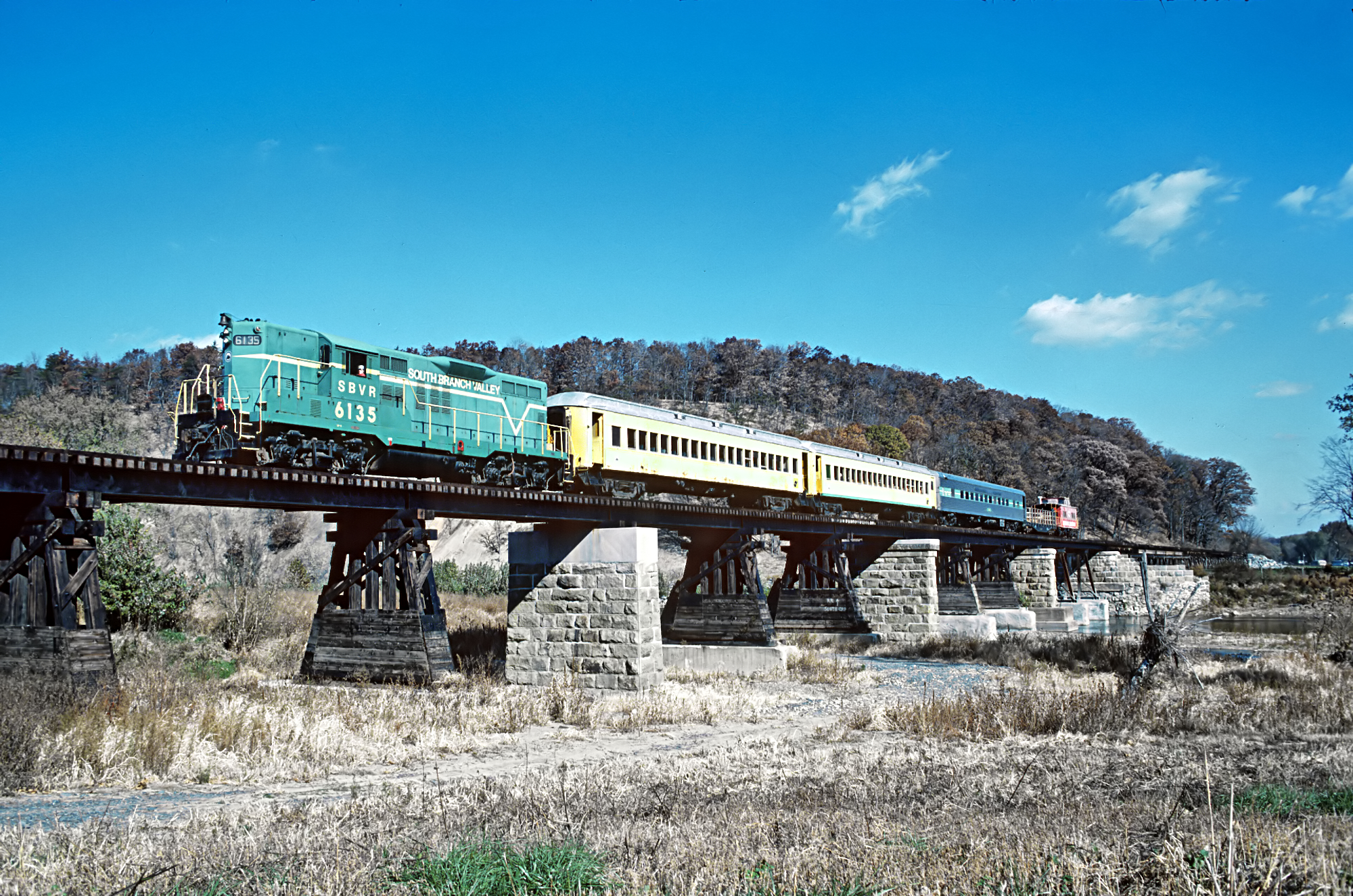
Ein Ausflugszug überfährt eine Brücke, Oktober 1988
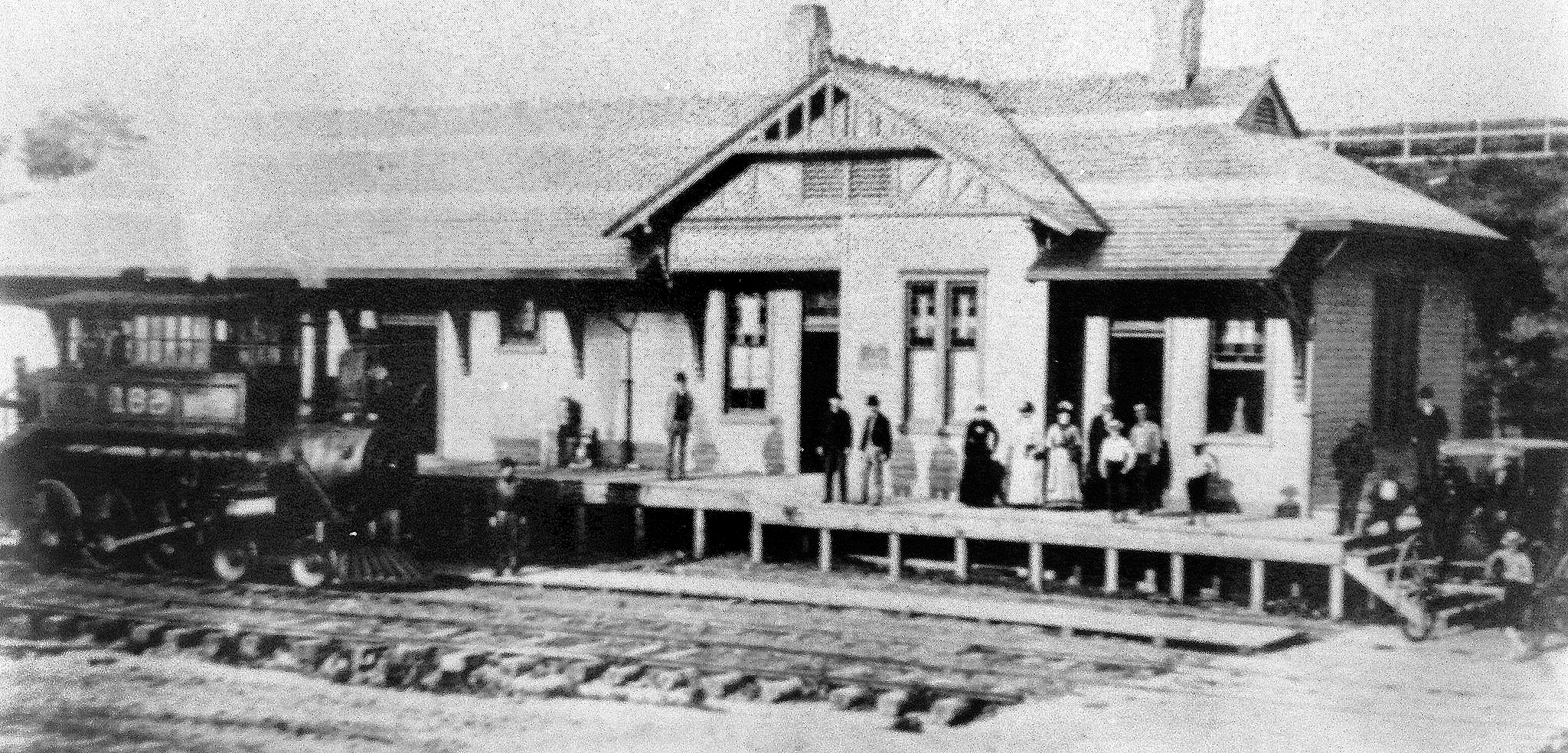
Der Bahnhof von Romney, um 1886
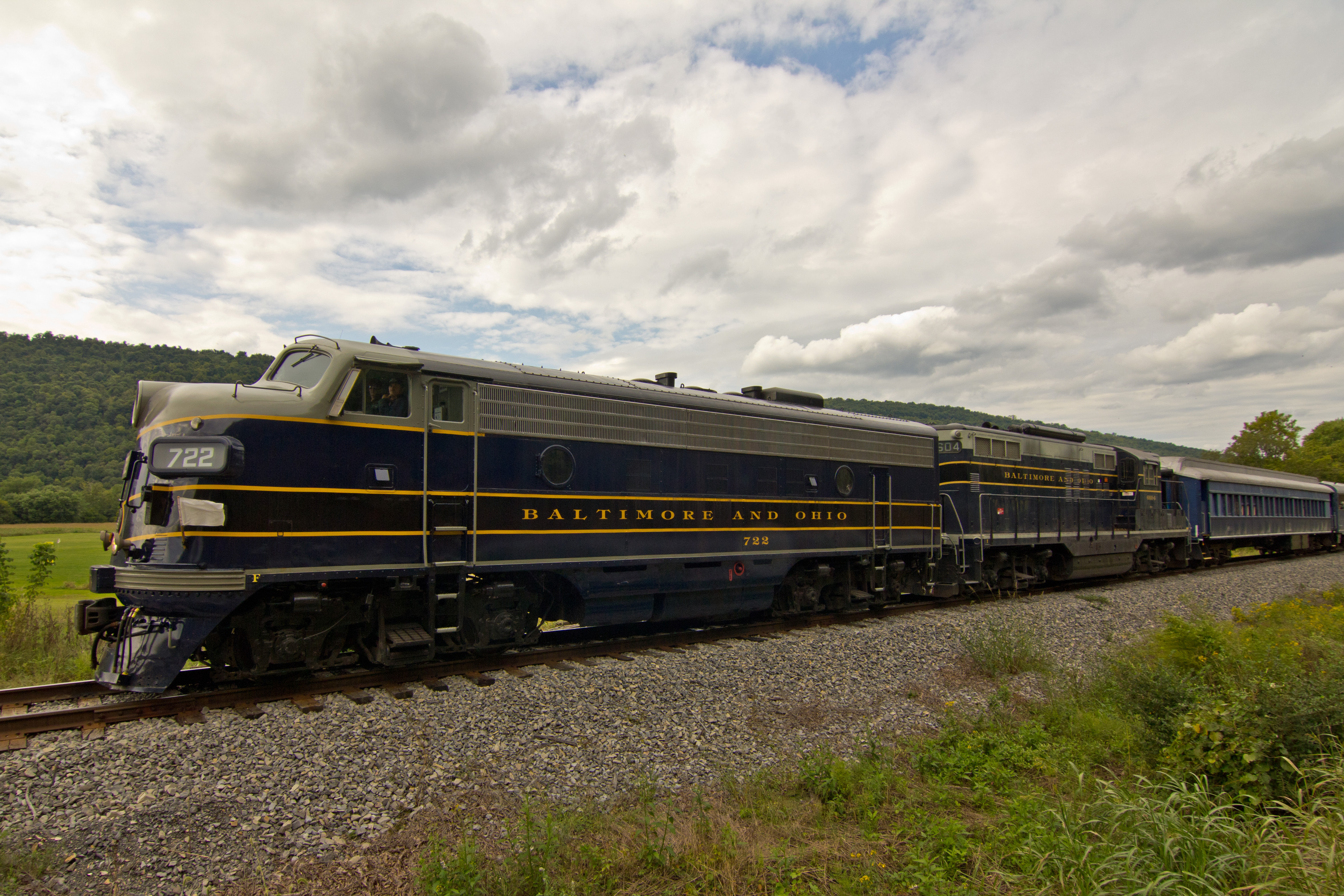
Lok Nr. 722 kurz vor Romney
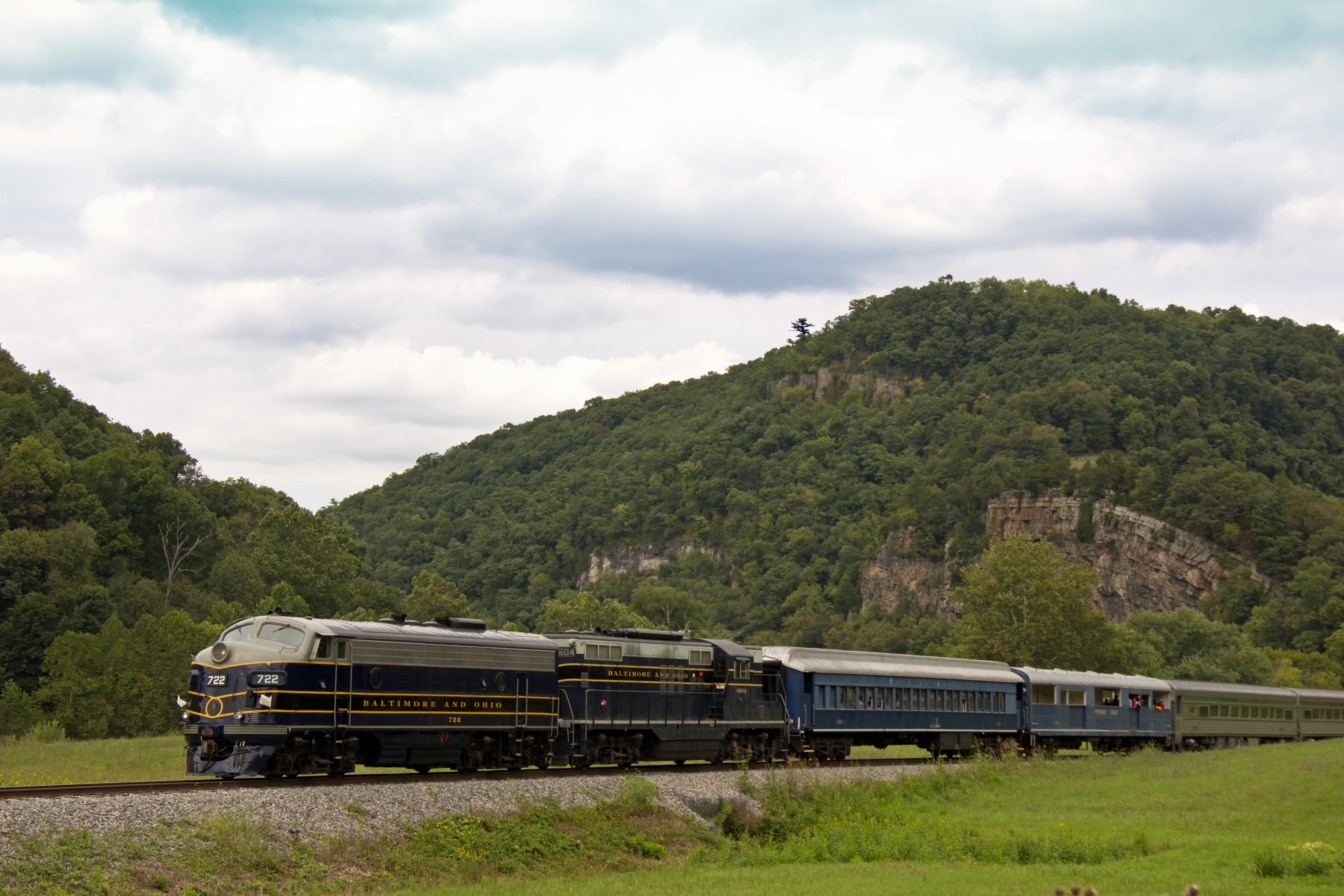
Zug bei Hanging Rock nördlich von Romney
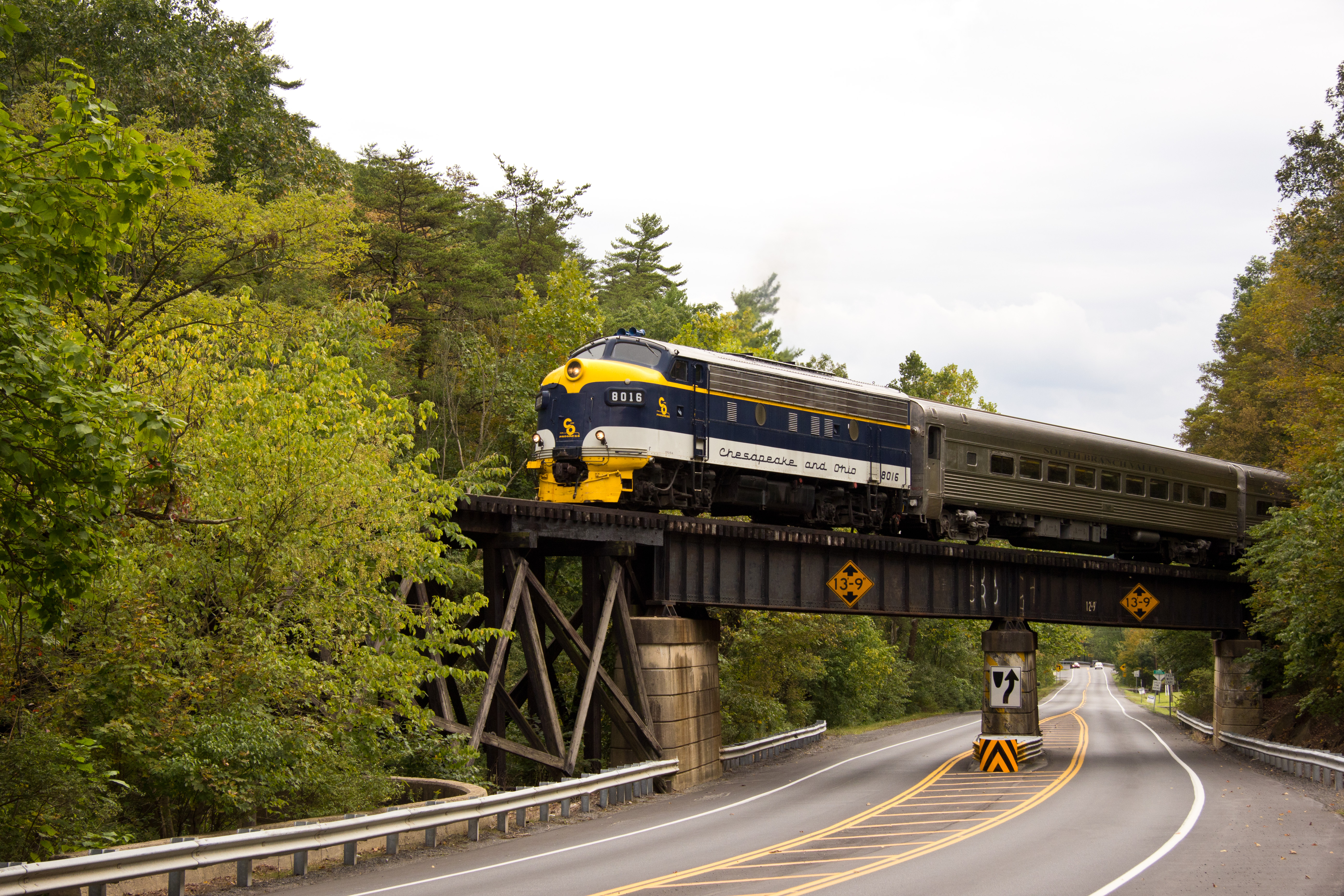
Die C&O Lok Nr. 8016 überquert die Route 28

## Fahrzeuge
| Diesellokomotiven |      |                       |             |       | |  |
| 722               | F7A  | Electro-Motive Diesel | Juni 1952   | 16594 | Ehem. Bessemer and Lake Erie, wurde in Baltimore-and-Ohio-Railroad-Design lackiert (links).                 |  |
| 1755              | FP9A | Electro-Motive Diesel | Mai 1957    | A1203 | Ehem. Canadian National Railway Nr. 6531, ehem. Pioneer Railcorp Nr. 1755.                                  |  |
| 6240              | GP9  | Electro-Motive Diesel | August 1957 | 23502 | Ehem. Chessie System Inc., in Originallackierung.                                                           |  |
| 6604              | GP9  | Electro-Motive Diesel | April 1955  | 20421 | Ehem. Baltimore and Ohio Railroad, in Originallackierung (rechts).                                          |  |
| 8250              | GP9u | Electro-Motive Diesel | Januar 1955 | A714  | Ehem. Canadian Pacific Railway Nr. 8516, erworben von Larry’s Truck and Electric, wurde 2018 aufgearbeitet. |  |
| [ 5 ] [ 6 ] [ 7 ] |      |                       |             |       | |  |